# Technologie ve Hvězdné bráně

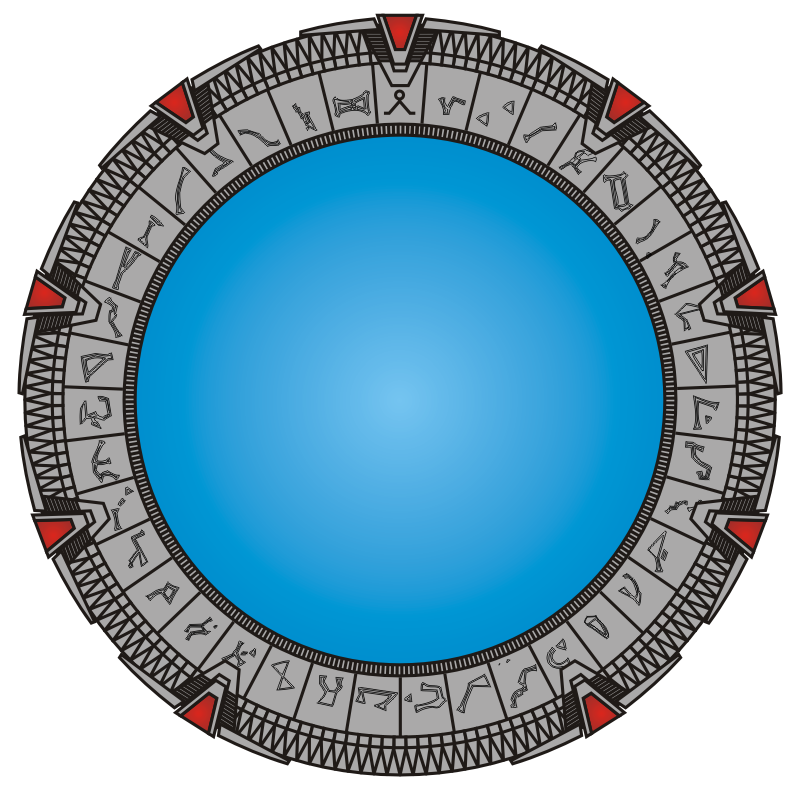
Nejdůležitější část světa Hvězdné brány – zařízení hvězdná brána

Ve fiktivním světě Hvězdné brány existuje mnoho technologicky vyspělých ras a společenství, které mají pestrou škálu vysoce pokročilých zbraní, pomůcek a vesmírných lodí. Díky programu Hvězdné brány a učení se od ostatních civilizací ve vesmíru Země získala řadu mimozemských technologií. Všechny tyto technologie jsou klasifikovány jako přísně tajné a mohou být využívány pouze v rámci SGC, programu X-303, a na Atlantis.

## Pozemské technologie
Pozemské technologie vlastně využívají nejmodernějších lidských vynálezů, když se však lidé setkali s Goa'uldy, začali s vytvářením buď technologických hybridů a nebo vyvinuli technologie odvozené z jiných, ale jen sestavené pozemskými "způsoby".
Jejich mimozemskou aktivitou se jim podařil i přístup k velkým ložiskům naquahdahu a trinia, což jsou jedny z nejdůležitějších prvků při výrobě vesmírných lodí. Dále se jim podařilo okopírovat goa'uldské kontrolní krystaly a využili je místo typických "součástek", na jaké jsme zvyklí. V konečné části začali kopírovat darované asgardské technologie z lodi Oddysey, na kterou bylo instalováno asgardské jádro – kompletní studnice vědomostí Asgardů. Díky tomu lidmi postavená mimozemská plavidla dostala do vínku nejmodernější vybavení ve světě Hvězdné brány.

## Antické technologie
Antikové (původně nazývání Alterané, v galaxii Pegasus známí také jako Lanteané) jsou nejvyspělejší civilizací ve fiktivním světě Stargate. Mezi jejich technologické přínosy patří mimo jiné samotná síť hvězdných bran, město Atlantis, dále ZPM (modul nulového bodu), antická zbraňová platforma a zařízení na Dakaře, která byla použita SG1 na zničení Replikátorů. Původně však sloužila na vytvoření života v Mléčné dráze.

### Vesmírné lodě

#### Lodě třídy Aurora
Lodě třídy Aurora patří k antickým válečným lodím. Jsou to jedny z nejmocnějších lodí v Hvězdné bráně, v souboji jeden na jednoho dokáží bez problému porazit wraithský Úl. Hlavní zbraní těchto lodí jsou Drony ovládané pomocí Křesla stejně jako na Atlantidě. Do jejich energetického systému může být připojeno ZPM (Zero Power Module) neboli "modul nulového bodu". Tyto lodě mají dva typy hyperpohonu – buď mezihvězdný, nebo výkonnější, mezigalaktický.
V seriálu se objevilo několik lodí této třídy, konkrétně:
- Aurora (epizoda Aurora, zničena),
- Hipoforalkus (překřtěna na Orion, epizody Peklo, Spojenci a Země nikoho, zničena),
- Tria (epizoda Návrat,zničena),
- Nejmenovaná loď, kterou nalezli Cestovatelé (Hvězdná brána) (epizody Cestovatelé (Hvězdná brána), Všechny mé hříchy budou vzpomenuty a Ztracený kmen, nejspíše zničena, neupřesněno, cestovatelé měli několik antických lodí).

Kromě těchto lodí se vyskytuje v seriálu ještě několik nejmenovaných, převážně Asuranských, lodí této třídy.

#### Puddle Jumper (dále Jumper)
Je válcovité, víceúčelové plavidlo vytvořené Antiky. Má vhodný tvar pro přepravu skrze hvězdnou bránu. Každá loď je vyzbrojena minimálně osmi střelami drone, které jsou ukryté ve výsuvných pouzdrech po stranách lodi. Název Puddle Jumper vymyslel major John Sheppard – skutečný Antický název není znám. Loď je vybavena maskováním, které plavidlo učiní neviditelné. Loď je rozdělena na přední a zadní část. Vpředu jsou čtyři křesla (dvě pro piloty a dvě pro vědce) a vzadu je místo pro cestující. Konzole umístěná mezi pilotem a druhým pilotem je modifikované vytáčecí zařízení, umožňující lodi přímý přístup k nejbližší hvězdné bráně a vytočení adresy. Loď je schopna dosahovat vysokých rychlostí, proto musí mít pokročilé inerciální tlumiče kvůli bezpečnosti cestujících.

#### Stroj času
Stroj času je vlastně vylepšený Jumper. Vzhledově se od normálního Jumperu moc neliší – má jiný řídící panel a uprostřed mezi sedadly pro pasažéry leží dlouhá oválná trubice. Jak přesně tento vynález funguje nikdo neví, poté co Sheppard zmáčknul "nějaké" tlačítko, přesunul se stroj času 10 000 let do minulosti, kde ho okamžitě sestřelili. Vynalezl ho antický vědec Janus. Janus, ale nejspíš sestrojil ještě jeden stroj času, když byla SG-1 na planetě, kde se Maybourne vydával za krále, našli zde stroj času, kterým se poté dostali do doby, kdy Ra vládl na Zemi, aby získali ZPM.

#### Destiny
Destiny je antická průzkumná loď, vyslaná na svou cestu před miliony lety. Antikové chtěli objevovat nové galaxie. Jelikož by jim trvala cesta na Destiny dlouho, vyslali ji samotnou a plánovali na ni přijít Hvězdnou branou, což se nikdy neuskutečnilo, protože se Antikové dříve povznesli nebo zemřeli.

### Atlantida (město)
Atlantida je fiktivní město v televizních seriálech Hvězdná brána a Hvězdná brána: Atlantida. Jedná se o ztracené město Antiků, které se původně nacházelo na Zemi a bylo poslední z měst, jež Antikové postavili. Před pěti až deseti miliony let se však Antikové rozhodli kvůli epidemii Zemi opustit a s městem odletěli do galaxie Pegasus, aby tam začali budovat nové civilizace.
Město je mezihvězdným plavidlem a ve své spodní části má motory pro cestování hyperprostorem. Je napájeno třemi ZPM, které jsou potřebné pro napájení jednotlivých systémů města (energetické štíty, obranné systémy, hyperpohon, atd.). V galaxii Pegasus Antikové vedli válku s Wraighty, kterou díky jejich početní převaze prohráli, potopili město do moře aby zmírnili účinek zbraní. Když expedice doktorky Weirové(později Carterové a poté pana Woosleyho) Atlantis našla, bylo stále pod mořem. Poté, co se jejich příchodem město probudilo, došlo ke zatížení již tak vybitého ZPM, které se brzy dostalo pod kritickou hranici a město se vynořilo. Jelikož vynořením došlo ke spotřebě veškeré zbylé energie, byl běžný chod města dále zásoben energií z naquadahových generátorů, která však nestačila pro obranu města.
K ochraně města slouží energetický štít, který je napájen ZPM. Štít dokáže odolat jakémukoliv útoku, ale doba po kterou může být vztyčený je úměrná množství energie, které je v ZPM. Celkem mohou být zapojena maximálně tři ZPM. Obranný systém má město podobný, jaký byl nalezen na základně Antiků na Antarktidě. Sestává z kontrolního křesla, jehož pomocí mohou být vystřelovány drony.
Nejdůležitější částí města je jeho ústřední část s hlavní věží, ve které se nachází řídící místnost s bránou. V této části města se rovněž nachází hangár pro puddle jumpery, což jsou malé antické lodě schopné cestovat hvězdnou bránou. Z hangáru lze tunelem vyletět vrchní částí z města nebo se lze dostat do kontrolní místnosti s bránou.

### Hvězdná Brána
Hvězdná brána v seriálu vytváří stabilní umělou červí díru (Einstein-Rosenův most) po zadání nejméně sedmi symbolů pomocí zařízení zvaného DHD, které bývalo v seriálu interpretováno jako ovládací panel kruhové stavby osazené devětatřiceti tlačítky zasazených ve třech kruzích rovnoměrně umístěných od středu panelu. Šest zadávaných symbolů určuje adresu planety.

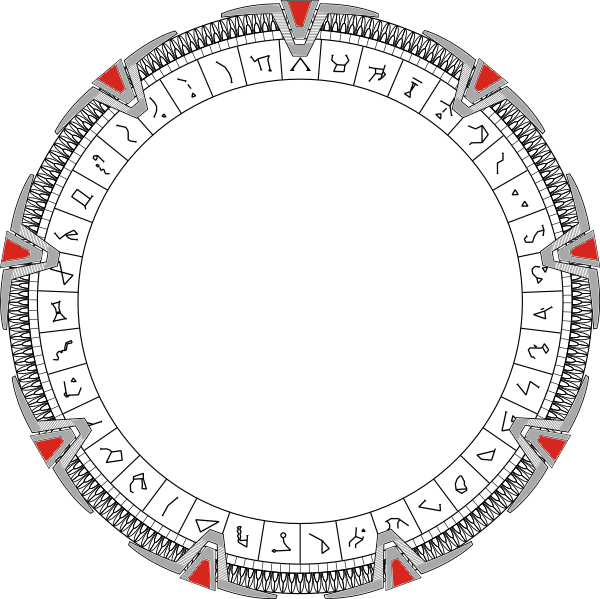
Hvězdná brána v Mléčné dráze

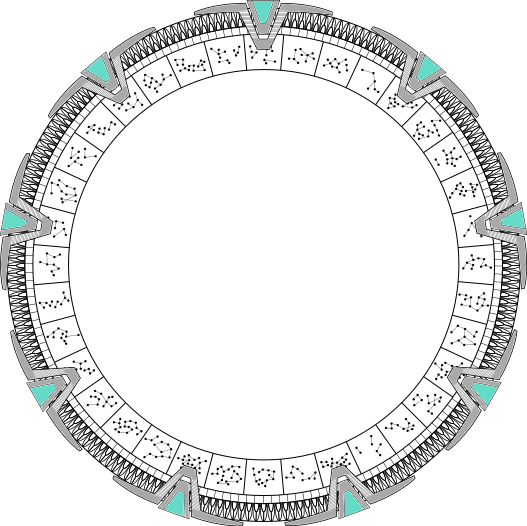
Hvězdná brána v Pegasu

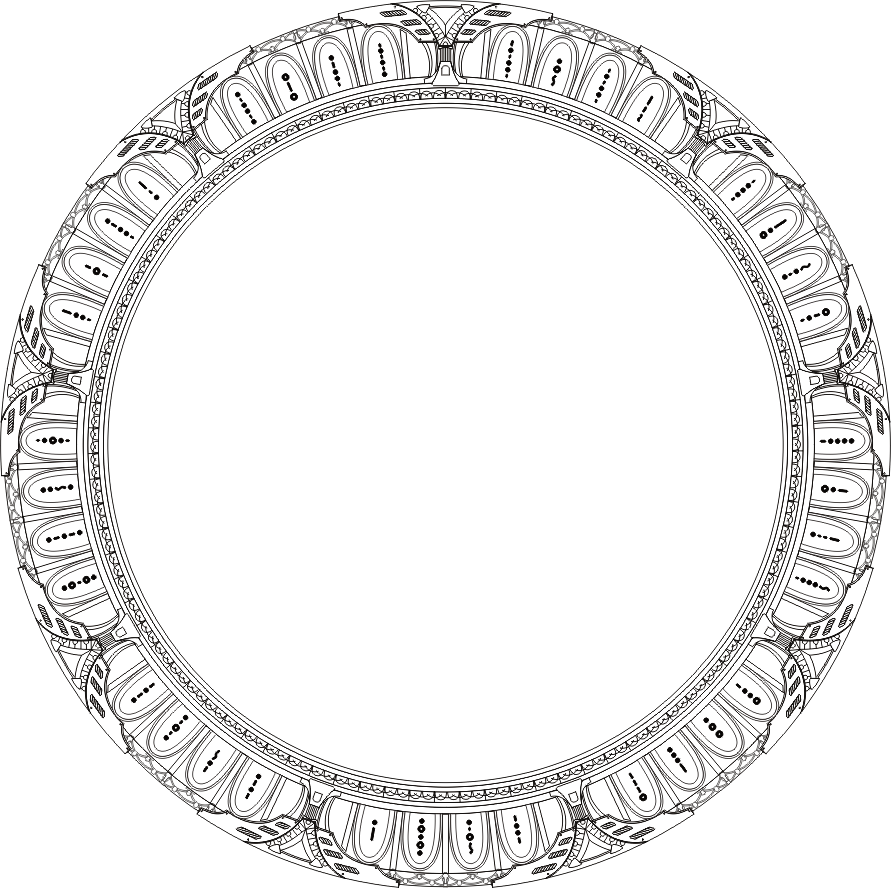
Hvězdná brána na Destiny a vzdálených galaxiích

Tyto symboly, neboli adresu, lze vypočítat pomocí planetárního posunu okolo cílové planety. Ta se nachází v jejich průsečíku. Sedmý symbol označuje výchozí planetu. Na bráně lze však zadat i osmý symbol, jenž označuje galaxii. Devátý symbol vede na antickou loď Destiny. Hvězdná brána tedy umožňuje cestování mezi planetami a galaxiemi. Celý přenos zjednodušeně probíhá tak, že předmět či organismus, který překročí horizont událostí (vstoupí do červí díry), je molekulárně rozložen, kdy u živého organismu je od těla odděleno vědomí a posláno na zadanou adresu, tedy do cílové brány, kde je znovu předmět či organismus zkompletován. Takto rozložené organizmy či předměty nejsou po dobu pobytu v horizontu událostí (jež se různí se vzdáleností obou planet) vystaveny vlivu vesmíru.
Pomocí brány mohou předměty či organismy cestovat jen jedním směrem a to od brány, pomocí které byla červí díra vytvořena, k cílové, avšak různé signály či impulsy mohou cestovat obousměrně. Samotné vytvoření červí díry je vysoce energeticky náročné a tak se za normálních okolností daří udržet takovouto červí díru otevřenou po dobu osmatřiceti minut. Brána byla sestrojena přibližně před deseti až jedenácti miliony lety rasou zvanou Antikové. Bran existuje několik typů, ale v seriálech byly zatím představeny jen tři z nich. A to brána z naší galaxie, vytvořena z vysoce vodivého materiálu zvaného naquadah vážící přibližně 30 tun, brána z galaxie Pegasus, o níž se zatím mnoho podrobností neví a brána na Destiny. Tyto brány jsou vzájemně kompatibilní. Brány jsou umístěny skoro na všech planetách v obou galaxiích (Mléčná dráha a Pegasus) nezávisle na obyvatelnosti planety. Nejstarší typ bran je rozmístěn pomocí konstrukčních lodí vyslaných před Destiny do vzdáleného vesmíru.

#### Druhy bran
Doposud bylo nalezeny tři druhy bran.
- Brána z Mléčné dráhy – má vnitřní otočný kruh, lze manuálně vytáčet, červené zámky a krystal na DHD
- Brána z galaxie Pegasus – nejmodernější typ brány, modré zámky a krystal na DHD, nemá vnitřní otočný kruh
- Brána na Destiny a vzdálených galaxiích – nejstarší druh brány, omezená vzdálenost spojení s další bránou, odlišná od předchozích, při zadávání se otáčí celá brána, odlišné symboly, chybí DHD zadává se pomocí dálkového ovládání "KINA"

Hvězdná brána v novém provedení. Vnitřní kruh není otočný, zadávání probíhá jako "problikávání" jednotlivých symbolů. Zámky také nezapadávají, jenom pod nimi zůstanou svítit příslušné symboly. Červí díra rovněž vypadá jinak – jako zelený tunel (v 9. řadě SG-1 vypadá cestování stejně jako v SGA, akorát se jedná o modrý tunel). Téměř všechny rasy, i ty primitivní, většinou vědí, jak bránu používat. Jednotlivé světy spolu běžně obchodují, nejčastěji s jídlem.
Jediná brána, kterou lze cestovat z Pegasu na Zemi, je na Atlantidě (díky ZPM a speciálnímu krystalu).

#### Mini Hvězdná Brána (Mini StarGate)

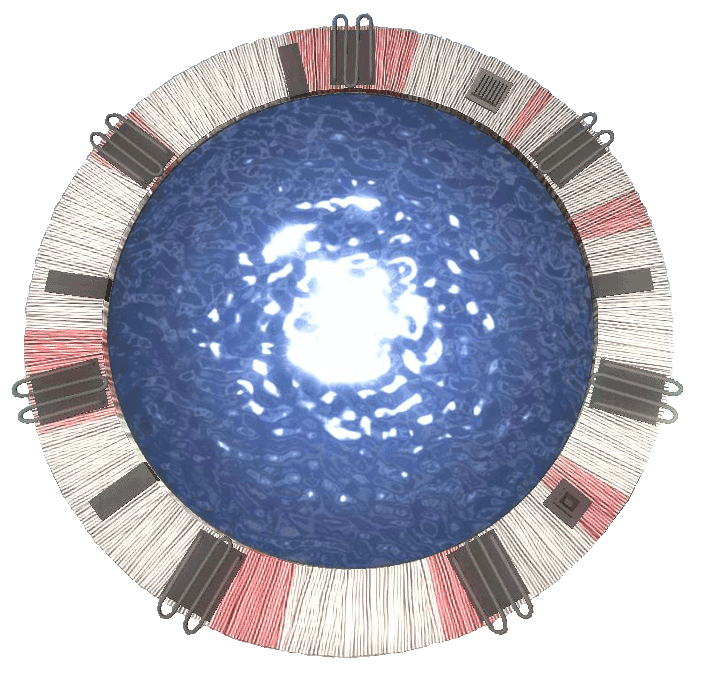
Mini Stargate

Mini Hvězdná brána je mnohem menší a primitivnější verze Hvězdné brány sestavené pouze z pozemských materiálů, konkrétně 45,36 kg čistého titanu, 200 metrů optických kabelů, sedm 100 kilowattových kondenzátorů určených pro průmysl a toustovač. Má asi dva metry v průměru, je dostatečně velká, aby se do ní vešly jeden nebo dva lidé. Je schopná připojení k běžné Hvězdné bráně, ale dá se vytočit jen jednou, pak vyhoří. Také postrádá běžné DHD jaké je u normální Hvězdné brány, Mini Hvězdná brána byla navržena speciálně pro vytáčení planety Velona.

#### DHD

Schematické znázornění ovládacího panelu

DHD – anglicky Dial Home Device, nebo také ovládací zařízení, které slouží k "vytáčení adresy" na Hvězdné bráně. Nejdříve se zadá sedm symbolů, poté se zmáčkne červené tlačítko a hvězdná brána zareaguje.

### Ostatní

#### Transportní kruhy
Transportní kruhy jsou zařízení, která jsme mohli poprvé spatřit již v původním filmu Hvězdná brána z roku 1994. Jedná se o technologii rozkládající hmotu na atomy a pomocí proudu hmoty jej přenese ke kruhům druhým, kde se daný objekt (věci, osoby) re-materializuje. Kruhy se dají například nastavit tak, aby vyhledaly automaticky nejbližší kruhy, či se dá při transportu proud hmoty zachytit, pokud se do proudu hmoty naletí například s lodí, která taktéž má na palubě kruhovou platformu. 
Je pět kruhů. Musí se stoupnout do kruhů aktivovat a kruhy zareagují a přenesou je na jiný objekt (loď atd).

#### Archiv Antiků
Archiv Antiků je zařízení uchovávající archiv veškerých antických vědomostí. Toto zařízení nahrálo do mozku Jackovi O'Neillovi všechny vědomosti Antiků. Jack zadal do počítače SGC všechny brány v galaxii, začal mluvit Anticky a napsal vzorec pro vypočítání vzdálenosti planet. Vytvořil generátor, který dodal bráně 10x více energie a odešel za Asgardy do jejich galaxie, aby jej zbavili antických vědomostí.

#### Ovládací konzole
Obdélníkový panel s několika krystaly. Každá konzole je přiřazena k jinému systému (podpora života, štíty, brána...). Lze ji aktivovat antickým genem. Tyto konzole jsou používány na Atlantidě, antických základnách... Jsou to jakoby lidské počítače s klávesnicí bez monitorů (lze k nim připojit obrazovku). Expedice Atlantis používá k těmto konzolím pozemské notebooky z důvodu nízké znalosti jazyka antiků a kvůli snadnějšímu ovládání.

#### Kontrolní křeslo
Křeslo slouží jako ovládací terminál k některým systémům, včetně odpalovačů Dronů. Aby fungovalo, potřebuje silný zdroj energie. Ovládá se myšlenkami, avšak abyste ho dokázali vůbec zapnout, musíte mít antický gen.

#### Detektor známek života
Toto jméno je poněkud zavádějící, neboť tento přístroj má mnoho funkcí, avšak když byl lidmi poprvé objeven, zastával funkci právě detektoru. Ve skutečnosti je však takovým "antickým PDA" a dokáže objevit například také zdroje energie či antický gen v lidském těle.

#### ZPM
ZPM (Zero Point Module – modul nulového bodu) je fiktivní zdroj energie. ZPM čerpá energii z vakuové energie, kterou čerpá ze subprostoru. SG-1 našla několik ZPM, ale většina jich už byla vybitá. Na konci sedmé řady našla SG-1 ZPM na planetě Praclarush Taonas, s jehož pomocí mohli napájet křeslo v Antarktidě a ubránit se tak před Anubisem. Pomocí toho samého ZPM se mohla uskutečnit expedice Atlantis do galaxie Pegasus.
Na konci 8. série v díle Moebius získal dr. Daniel Jackson knihy, které mu před svou smrtí odkázala Catherine Langfordová. Díky nim zjistil že 3000 let př. n. l., když vládl na Zemi goa'uld Ra, měl u sebe ZPM, aniž by věděl k čemu slouží. Jelikož na Zemi toto ZPM nebylo nalezeno, přesvědčil Daniel Jackson SG-1 včetně generála O'Neilla, aby se pro něj vrátili pomocí stroje času.
Díky tomuto ZPM mohlo velitelství brány vyslat pomoc expedici Atlantis a také podpořit hyperpohon na právě dokončeném bitevním křižníku Daedalus a vyslat ho na pomoc Atlantidě.
V polovině třetí řady seriálu Hvězdná brána: Atlantida, když získali lidé zpátky Atlantidu do svých rukou, zůstaly na Atlantidě 3 plně nabitá ZPM po replikátorech. Přes protesty dr. McKaye, zůstalo na Atlantidě pouze jedno ZPM. Druhé bylo posláno na základnu antiků v Antarktidě na Zemi k obraně Země a třetí na Odysseu, aby jí pomohlo v boji proti Oriům.

#### Projekt Arcturus
Projekt Arcturus byl pokusem Antiků zvrátit nepříznový vývoj války s Wraithy, a to tím způsobem, že nahradí stávající ZPM mnohem, mnohem výkonnějším zdrojem energie. V podstatě jde o obdobný princip jako u ZPM, ale získává energii z vlastního časoprostoru. Tím pádem by zdroj energie měl mít stejný výkon jako samotný vesmír. Pravdou zůstává, že projekt se Antikům nepodařilo dotáhnout do konečné fáze a dle Zelenkových teorií, to ani není možné, neboť dochází k vytváření prostředí, ve kterém nefungují fyzikální zákony a je tudíž nemožné předpovědět vzájemné interakce. McKayovi se nepodařilo dokončit projekt, ale zničit 5/6 sluneční soustavy.

#### EMP generátor
Generátor elektromagnetického pole (EMP generátor) je zařízení, které generuje silné elektromagnetické pole, což má několik důsledků. Za prvé v dosahu pole nefunguje kompas a za druhé v něm nefunguje žádná elektronika včetně Antických a Wraithských systémů. Generátor je napájen jedním ZPM.

#### Komunikační kameny
Antické komunikační kameny umožňují individuální komunikaci pomocí přenesení vědomí do druhé osoby. Spojení může probíhat na obrovské vzdálenosti. Zařízení umožňuje převzetí kontroly nad tělem druhé osoby, aniž by to zanechalo jakékoliv stopy v její paměti. Toto zařízení je běžně používáno v seriálu Hvězdná brána: Hluboký vesmír pro komunikaci posádky lodi Destiny s Velitelstvím hvězdné brány.

### Zbraně

#### Drone (střela)
Drone je antická střela (velmi vyspělá obdoba pozemských raket), může být odpalovaná za pomoci antického křesla nebo ovládací konzole v Puddle Jumperu. Vypadá jako chobotnička se žlutou hlavou a černými chapadly, po aktivaci září jako oheň, její povrch se totiž rozžhaví do teploty plazmatu, proto dokáže proniknout většinou energetických štítů. Tato střela dokáže spolupracovat s dalšími drony a nebo se dá na dálku ovládat z jumperu nebo antického křesla. Je velmi přesná a účinná, ke zničení Wraithské šipky stačí jedna jediná střela. Ke zničení lodě třídy Ha'tak stačí pouze dvě střely a to i když jsou zapnuté štíty. Ke zničení lodí třídy Aurora by měly stačit i pouze 3 střely Drone (pokud nejsou zapnuté štíty).

#### Obranný satelit
Obranná struktura antiků. Kdysi jich byly desítky, expedice však narazila jen na poslední, který zůstal po válce s Wraithy. Jediný plně funkční satelit dokáže sestřelit několik Wraithských mateřských lodí, takové štěstí však expedice neměla. Satelit našli "mrtvý", bez náznaku činnosti, také proto ho zřejmě Wraithové ignorovali. McKayovi se podařilo připojit satelit na naqadahový reaktor a přemostit spojení mezi bufferem (zásobníkem energie, satelit si vezme energii z reaktoru, nabije s ní buffer a poté jí z bufferu předává zbraňovým systémům) a zbraňovými systémy, avšak satelit sestřelil pouze jednu Wraithskou loď. Poté se obvody přetížily a zbylé Wraithské lodě ho zničily.

#### Osobní štít
Pokud máte antický gen, po přiložení k hrudi se tato malá věcička rozsvítí a nadále vás chrání před vlivy okolí. Je jedno, zda se jedná o pád z velké výšky nebo o pokus vás zastřelit. Štítem nepronikne vůbec nic ani jídlo a pití. Po první aktivaci si štít zapamatuje svého nositele a nikdo jiný jej pak nemůže použít. Vypínání se ovládá myšlenkami.

#### Ruční omračovací zbraň
Vypadá jako hranatý signalizační majáček (horní část má design podobný antickému osobnímu štítu), avšak je to účinná omračující zbraň. První výstřel člověka omráčí.

#### Past na temnotu
Tato past slouží k přilákání a uvěznění jakési energetické bytosti, která je mezníkem při vývoji Povznesení. "Temnota" se živí energií, past tedy po zapnutí generuje silné energetické pole pro přilákání této bytosti. Co se stane potom nikdo neví, jelikož v seriálu se bytost nenechala nachytat a odplazila se pryč.

#### Zbraň na Dakaře
Tato zbraň se nachází na planetě Dakara. Dokáže účinně ničit replikátory stejně jako Disruptor. Jacob Carter ji použil, aby zničil všechny replikátory v galaxii Mléčná dráha. Zařízení ale nemělo takový dosah. Proto Samantha Carterová (s pomocí Ba'ala) upravila Hvězdnou bránu na Dakaře, aby vytočila všechny brány v celé galaxii. Energetická vlna, která se přenášela bránou tak zničila všechny replikátory v galaxii.
Toto zařízení původně sloužilo k vytvoření života v Mléčné dráze. Zařízení může zničit veškerý život v celé galaxii, s výjimkou povznesených bytostí. Proto se ho pokoušel zmocnit Anubis a také proto ho chtěli zničit replikátoři. Později když se pomocí této zbraně a náhodného vytáčení bran snažili svobodní jaffové ničit orijské převory a vojsko, přiletěla nad Dakaru Adria a orijským paprskem z mateřské lodi zbraň na Dakaře zničila.

### Léčebná zařízení

#### Stázová komora
Komora pro stázi. Uvede vás do umělého spánku a sníží činnost metabolismu na minimum. Stárnutí je zpomaleno, ne však zcela zastaveno. Stázová komora se nachází na Atlantidě a také na všech Antických základnách, které byly nalezeny na Zemi a Praclarush Taonas.

#### Vylepšená stázová kapsle
Zpomaluje stárnutí člověka, udržuje ho ve stázi. Mozková aktivita však zůstává zachována. Pokud je lůžek víc a jsou propojené, hibernující osoby spolu mohou komunikovat. Takové zařízení se nachází na některých lodích třídy Aurora.

## Asgardské technologie
Asgardové jsou mimořádně vyspělá rasa, která udržuje se Zemí přátelské styky, a která poskytuje mnoho svých technologií Zemi (tau`ri). Kdysi byli současníky Antiků a mnoho se toho od nich naučili. Asgardé již nejsou schopni klasické reprodukce, zachraňují se klonováním. Mají technologii, která umožňuje přenést Asgardovo vědomí do nového těla. Klíčovým prvkem asgardských technologií je neutronium. Asgardové vyvíjeli nové technologie podle antických archivů vědomostí.

### Vesmírné lodě

#### Velké vesmírné lodě
- Loď třídy Biliskner byla dříve asgardská standardní loď, která dokázala zničit goa'uldské Hataky. Mnoho těchto lodí však bylo ztraceno v bojích s replikátory, a poslední zničil (v díle Revelations) Osirisův Hatak vybavený Anubisovými technologiemi. Loď má maskování, díky kterému je pozemskou technikou neodhalitelná. Kromě silných vnějších štítů dále disponuje vnitřními tlumícími štíty, které zabraňují zničení lodi výbuchem uvnitř trupu. Energii poskytují čtyři neutrino-iontové generátory. Biliskner je vybavena pro cestování hyperprostorem, ale během něj nefungují zbraně ani štíty. Asgardi místo Biliskner začali používat třídu O'Neill.
- Loď třídy O'Neill je první asgardská loď navržená speciálně pro boj s replikátory. Trup lodi je vyroben ze slitiny naquadahu, trinia a uhlíku. O'Neill je schopna cestovat hyperprostorem. Loď rovněž disponuje štíty a zbraněmi silnějšími než Biliskner. Tato loď také sloužila k zastrašování Goa'uldů (na rozdíl od Biliskner, kterou Goa'uldi v pokročilejśí fázi již byli schopni zničit).
- Loď třídy Daniel Jackson byla loď, se kterou Thor hlídal postup ničení replikátorů uvězněných na planetě Halla. Kromě standardního asgardského vybavení, jako je transportní zařízení, komunikační zařízení a štíty, má na palubě i malou továrnu, v níž Thor vytvořil první disruptor.

### Další technologie

#### Lékařská zařízení
- Léčebné lůžko je zdravotnické zařízení, které sleduje životní funkce asgarda, který na něm leží. Pokud se jeho zdravotní stav zhorší, lůžko se uzavře a začne ozdravný proces. Lůžko rovněž generuje antigravitační pole pro snadnější přesun.
- Stázová kapsle je schopna udržet asgarda při životě po mnoho let.
- Stázové lůžko na rozdíl od stázové kapsle nedrží při životě jen rasu asgardů, ale může udržovat při životě jakýkoliv živočišný druh.

#### Optická zařízení
- Zařízení na zneviditelnění po přiložení na tělo umožňuje zneviditelnění člověka.

#### Transportní zařízení
- Thórovo kladivo je zařízení instalované na planetě Cimmeria, aby tamní obyvatele chránilo před Goa'uldy. Nejdříve jakési zařízení oskenuje všechny kteří přijdou bránou, poté hostitele nebo jaffu přenesou dovnitř hory ve které se nachází Thorovo kladivo. Je to něco jako průchod kterým když se pokusí projít hostitel nebo jaffa, jeho symbionta kladivo usmrtí. Hostitel nezemřen ale jaffa ano. V jedné z epizod uvězní Teal'ca Thórovo kladivo a SG-1 jej později zničí. Asgardové poté na planetě instalují nové Kladivo.
- Transportní zařízení je velmi často využívané zařízení pro transport na střední vzdálenost. Funguje na stejném principu jako Antické (nebo Goa'uldské) transportní kruhy, tzn. že přenášenou věc rozloží nejprve na molekuly, které se pohybují jako světlý paprsek. Na rozdíl od transportních kruhů však nevyžaduje přítomnost transportního zařízení na žádném z bodů transportu a je schopno inicializovat dematerializaci a rematerializace i na dálku. I zde ovšem existuje starší verze transportu, nacházející se především na chráněných planetách, kde v kamenném sloupu se nachází červený krystal, který po doteku zahájí transport k jinému podobnému sloupu.

#### Časová zařízení
- Zařízení na dilataci času je zařízení, které ve vybraném prostoru umí zpomalit nebo zrychit čas, zařízení musí být v prostoru kde se zakřivuje čas. Asgardé jej použili při pokusu chytit replikátory na planetě Halla, Tau'riové pro získání času na záchranu lodi Odyssey při výstřelu přesně mířeného výboje energetické zbraně z bitevního křižníku Oriů.

#### Komunikační zařízení
- Audiokomunikační zařízení používají Asgardi k audio komunikaci. Má pouze krátký dosah (z povrchu planety na její oběžnou dráhu).
- Chiméra je Asgardský způsob komunikace na dálku. Toto zařízení vytváří holografickou projekci hovořícího. Ta vypadá téměř jako skutečná postava.

#### Ochranná zařízení
- Disrupční satelit je obranné zařízení, určené k boji s replikátory. Je to vlastně zvětšený klasický Disruptor umístěný na orbitu planety.

## Asuranské technologie
Asurané (v seriálu Hvězdná brána: Atlantida spíše označovaní jako replikátoři) jsou vnímající humanoidi tvoření nanity zkonstruovaní Antiky jako biologická zbraň v boji proti Wraithům. Asuranové vlastní technologie, které měli Antikové v době války proti Wraithům. Používají antické vesmírné lodě, jako je například vesmírná loď podobná Atlantis nebo vesmírné lodě třídy Aurora. V epizodách Záchrana a Každodenní břímě je vidět druhý typ asuranských válečných lodí, který je menší než lodě třídy Aurora.
- Replikátorský satelit je zbraň, která byla poslána zaútočit na Atlantis za preventivní útok na domovskou planetu Asuranů. Sestává z vesmírné lodě, ze které bylo odmontováno vše nepotřebné, a na níž zůstala pouze hvězdná brána, hyperpohon a senzory. Když se hvězdná brána aktivuje, začnou Asurané vysílat silný proud energie, který krom své útočné síly rovněž napájí ochranné silové pole satelitu. Červí díra může být s velkým množstvím ZPM udržována neomezeně dlouho. Blízkost druhé brány navíc neumožnila lidem na Atlantis vytočit adresu jiné brány. Atlantis se zachránila tím, že do směru paprsku přitáhla letkou F-302 asteroid a odletěli s Atlantis na jinou planetu.

## Goa'uldské technologie

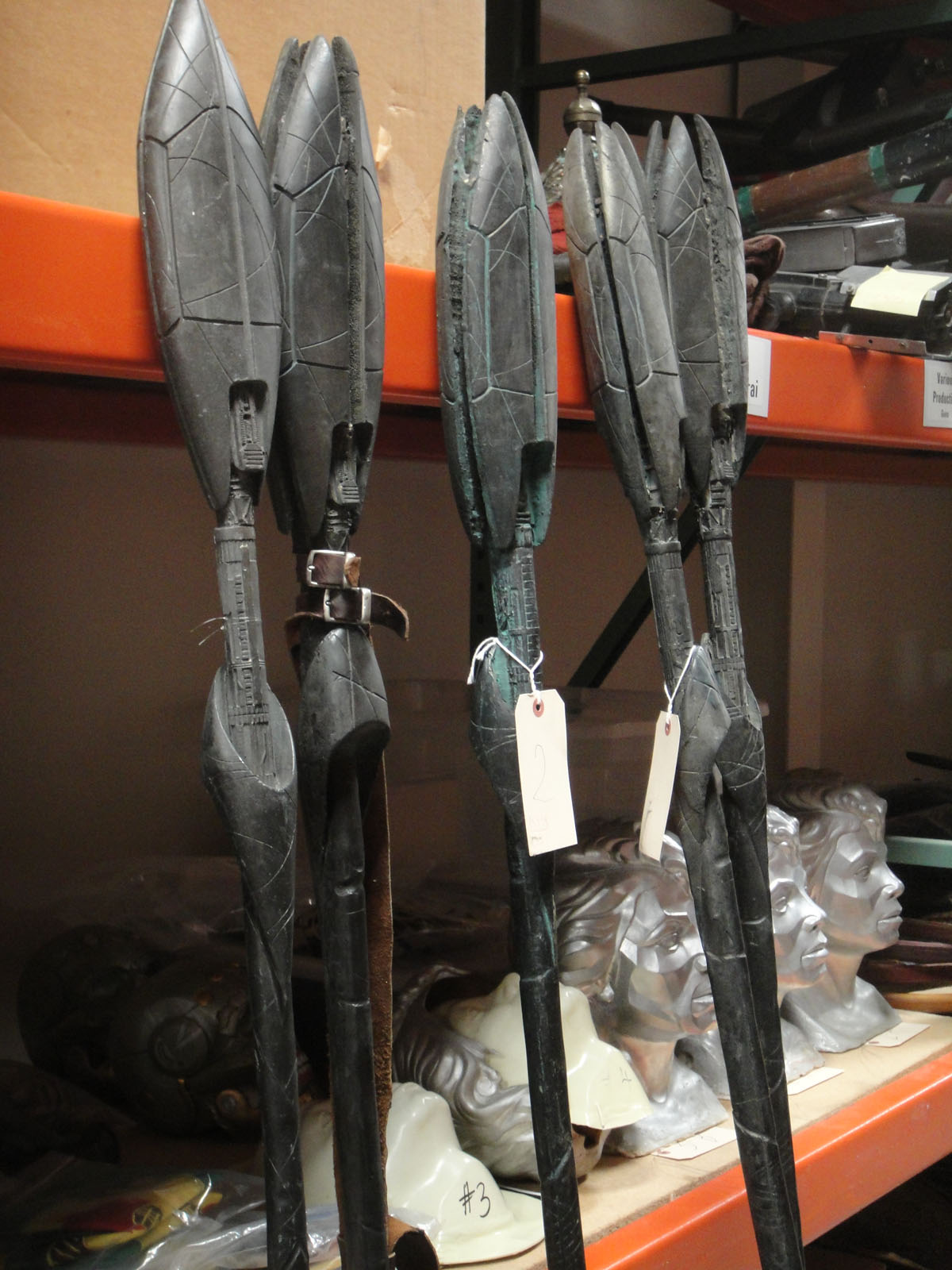
Goa'uldské tyčové zbraně

Goa'uldi jsou hlavními nepřáteli Země (Tau'ri) v seriálu Hvězdná brána. Většinu technologií, které využívají, ukradli jiným rasám. Mezi Goa'uldy však jsou i inovátoři, jako například Anubis či Ba'al, kteří jsou vylíčeni jako osoby s velkou technologickou vynalézavostí. Mnoho goa'uldských zbraní, jako jsou například tyčové zbraně, je navrženo spíše okázale, než prakticky, což je zamýšleno k ještě většímu upevnění pozice Goa'uldů coby „božstva.“ Některé goua'uldské technologie, jako například ozbrojená ruka nebo léčebná zařízení mohou být ovládány pouze mentálně a k jejich ovládání je zapotřebí, aby uživatel měl v krvi naquadah. Základním stavebním kamenem goa'uldských technologií je naquahdah, mimořádně energetický prvek, který v mnoha podobách užívají jako jediný druh paliva. Nicméně jejich technologie není tak odolná jako jiné. Její provoz se dá omezit nebo vyřadit různými druhy rušiček. Palubní počítače na jejich lodích se dají snadno zmanipulovat. Další slabinou jsou krystalové součástky. Ty nahrazují součástky v pozemském slova smyslu. Jejich nevýhodou je potřeba stabilní teploty – dají se teda vyřadit tím, že se přeruší jejich chlazení a krystaly se následně přehřejí a rozpadnou. Spálit je může i výstřel ze zat'nik'atelu (elektrický výboj). 
První střela omráčí druhá zabije třetí rozloží 

### Zbraně

#### Energetické zbraně
- Hara'kesh je zařízení ve tvaru složitého prstenu, který měl Goa'uldský vrah Ashrak. Je to jak zbraň tak i mučicí zařízení schopné způsobovat neuvěřitelné bolesti před usmrcením. Navíc dokáže ovlivnit myšlení.
- Mučicí zařízení je asi metr dlouhá vidlice nabitá jakousi formou energie sloužící k mučení vězňů. Po kontaktu s lidským tělem dochází k velmi bolestivé reakci.
- Ozbrojená ruka (Kara kesh) je multifunkční zbraň, pro jejíž užívání je zapotřebí mít v krvi naquahdah. Dokáže odhodit člověka na vzdálenost kolem 10 metrů a zároveň se dá použít k mučení, omráčení a zabití. V takovém případě je však nutné ruku umístit do blízkosti čela. Z velkého krystalu uprostřed dlaně vytryskne proud energie, který působí na mozek oběti. Goa´uldé pomocí ní mohou přivolat kruhy. Apophis na ní měl osobní štít. Je osobní zbraň každého Goa'ulda, v mírně odlišném provedení se vyskytla už ve filmu.
- TAC je obranné zařízení, které vystřeluje energetické vlny na nepřátele. Má pohybové a tepelné senzory.
- Tyčová zbraň je asi 6 stop (asi dva metry) dlouhá tyč vyrobená z naquahdahu. která má ve své přední části vypouklou hlavici, jež se po aktivaci rozevře (rozložením na čtyři části) a z níž po výstřelu vystřelí svazky přehřátého plazmatu. Zadní část je uzpůsobena k ergonomickému vyvážení zbraně a nachází se v ní i zdroj energie zbraně, jímž je nádobka s tekutým naquahdahem. Tyčová zbraň je oblíbenou zbraní Jaffů. Od mladého věku se s ní učí mířit, střílet, ale také bojovat na krátkou vzdálenost, muž proti muži (přičemž boj zblízka se kvůli nedostatku pravých tyčových zbraní trénuje s cvičnou tyčí – dřevěným modelem pravé tyčové zbraně). Je považována za zbraň teroru, ale její využití v reálném boji je obtížné, z důvodu obtížného míření. Výhodou tyčové zbraně je to, že energetické plazmové výboje vystřelené touto zbraní mají mnohem silnější účinek (Například několik výstřelů prorazí i tlustou kamennou zeď) než střely z pozemských pušek a zároveň zbraně není téměř nikdy nutné přebíjet.
- Tyčové dělo je extra silná tyčová zbraň obvykle umístěná na podstavci, jeho modifikace se nachází na Smrtícím kluzáku.
- Věž s tyčovým dělem je obranná věž vybavená tyčovým dělem. Obsluhu věže zajišťuje jeden Jaffa. Díky výškové výhodě má přehled o bojišti.
- Zat'nik'tel (vyslovuje se zatňaktel nebo zkráceně Zat) je malá ruční energetická zbraň, která, když je aktivovaná, připomíná tvarem hada zkrouceného do písmene „S“. Vystřeluje energetické výboje. Tato zbraň má pravděpodobně nejpraktičtější využití, protože může být použita ke zničení elektronického zařízení nebo zdroje energie, dají se s ní eliminovat nepřátelé (přičemž první zásah je omráčí, druhý zabije a třetí dezintegruje), dokáže přetížit a zkratovat obvody, hodí se k nenávratné likvidaci nežádoucích předmětů nebo se jí dá nastartovat přítok energie do pomocného panelu (Jack O'Neill ho použil k modifikaci hyperpohonu nákladní lodě, když letěli pro ZPM na Taonas). Zbraň je sice méně přesná a ničivá než tyčová zbraň, ale zato mnohem rychlejší. Váží asi 0,5 kg a (deaktivovaná) měří asi 22 × 6 × 25 cm. Je vyrobena z naquahdahu.

#### Světelné zbraně
- Šokový granát funguje podobně jako pozemský flashbang – k omráčení (dočasným oslepením a ohlušením) všech, kteří jsou poblíž.

#### Další zbraně
- AG-3 satelity tvoří satelitní systém, který za využití goa'uldských vědomostí navrhl Daniel Jackson v 17. epizodě čtvrté řady seriálu Hvězdná brána Absolutní moc (v anglickém originále Absolute power). Pentagon program schválil a za rok byly satelity připraveny k použití. Původně měly chránit Zemi před Goa'uldy, nakonec však byly Danielem využity ke zničení Moskvy. To vše se však odehrálo v Danielově snu.
- Intar může mít podobu jakékoli zbraně, pozná se podle červeného krystalu umístěného zvenčí. Vystřeluje energetické výboje, které pouze omračují. Je využíván Goa'uldy i Tau'rii ke cvičení. Tau'rijské intary mají regulátor účinnosti.
- TER (Transfázový eliminátor) je zařízení vyvinuté pro boj s Reetou. Kromě samotné zbraně disponuje vysílačem paprsku, který činí Reetou viditelné.

### Vesmírné lodě

#### Malé vesmírné lodě
- Loď třídy Al'Kesh je goa'uldský bombardér středního doletu výsadková loď. Na spodní straně má dvojici otočných tyčových děl, k bombardování používá energetické bomby. K vybavení lodi dále patří slabší štíty, hyperpohon, maskovací mechanismus a další standardní prvky goa'uldských lodí. Jeho obrovskou výhodou je výborná ovladatelnost. Avšak asi nejpodstatnější z nevýhod je fakt, že loď nedokáže udržet aktivní maskování během střelby, protože program pro rozvod energie není schopný napájet oba systémy současně. Vyřešit by se to dalo samostatným napájením pro každý z těchto systémů, ale oba systémy jsou napojeny do hlavního systému lodě.
- Bojový kluzák je opět dvoumístný stíhač ozbrojený dvěma tyčovými děly. Dokáže proletět bránou, na rozdíl od Smrtícího kluzáku, který na to má příliš velké rozpětí křídel. Tyto kluzáky se používaly asi před sto lety.
- Osirisova loď je loď se kterou Osiris uprchl ze Země. Tvarem připomíná loď třídy Tel'tac. Ze spodní části lodi se vysouvá dlouhý masivní osten neznámé funkce.
- Smrtící kluzák je standardní dvoumístný goa'uldský stíhač. Je schopen letu v atmosféře i ve vesmíru avšak není vybaven hyperprostorovým motorem. Nese 2 tyčová děla. Po Teal'cově zradě nechal Apophis do svých kluzáků namontovat zařízení, které v případě krádeže zadají kurz na jeho domovskou planetu. Vzhledem k absenci hyperpohonu takový let může trvat i milion let a proto se jedná o poměrně efektivní trest.
- Loď třídy Tel'tac, někdy též nazývaná Nákladní loď je malá, dvousedadlová loď pyramidového tvaru. V střední části lodi je nákladní prostor a transportní kruhy, v přední části jsou dvě sedadla pro piloty a v zadní části jsou ovládací krystaly. Přední část je od zadní oddělena přepážkou s dveřmi, stejně tak střední od zadní. Loď disponuje záchrannými moduly a štíty, nemá však žádné zbraně. Některé modifikace mají maskování. Jako každá loď disponující hyperpohonem, může i nákladní loď navýšit výkon hypermotoru, což Jack O'Neill dokázal za pomoci antických vědomostí, když upravil motory a navýšil jim přísun energie.

#### Velké vesmírné lodě
- Loď třídy Ha'tak je typická pyramidová mateřská loď Goa'uldů. Má generátor štítů, zbraně (plazmová děla, střely vypadají jako mnohonásobně zvětšený výstřel z tyčové zbraně) a prostor až pro tisíc Jaffů. Dále maskování, několik sad transportních kruhů na každé palubě, hangáry a obrovské nákladní prostory.
- Anubisova mateřská loď je mateřská loď, na které se kombinují technologie Goa'uldů s některými technologiemi Antiků. Anubisova mateřská loď je mnohokrát větší než klasický Ha'tak. Je i větší než jakákoli jiná mateřská loď Goa'uldů. Má velmi silné štíty, které jsou odolné proti goa'uldským a dokonce i asgardským zbraňovým systémům. Loď má kromě skvělých štítů i výborné zbraně. Jednak je to ultimátní dělo, které využívá šest goa'uldských ok (krystaly) a je schopné jedním výstřelem zničit planetu a energetické výboje, které se osvědčily v boji s Ha'taky. Jeden výstřel dokáže zničit celou planetu, či flotilu Goa'uldských vládců soustavy.
- Apophisova první mateřská loď měla být první mateřskou lodí Goa'ulda Apophise, byla však zničena týmem SG-1 ještě před jejím dostavěním (ve 3. epizodě čtvrté řady seriálu Hvězdná brána Odkaz Ataniků (v anglickém originále Upgrades)).
- Apophisova druhá mateřská loď je mateřská loď, kterou Goa'uld Apophis postavil namísto své zničené první mateřské lodi. (Což Apophise rozzuřilo, takže se rozhodl postavit plavidlo ještě silnější, rychlejší a odolnější.) Tato loď je hned po Anubisově mateřské lodi nejsilnější a nejrychlejší lodí, jakou kdy Goa'uldi zkonstruovali. Má silné štíty a výbornou výzbroj. Loď je schopna čelit útoku mnoha Ha'taků, byla postavena jako symbol Apophisovy moci. Je také vybavena maskovacím zařízením.
- Osirisova mateřská loď je vybavena silnějšími zbraněmi a štíty než loď třídy Ha'tak. Podařilo se jí zničit asgardskou lodí třídy Biliskner.

### Vozidla

#### Výzkumná vozidla
- Průzkumná sonda slouží k průzkumu planet, má jakýsi goa'uldský ekvivalent fotoaparátu, výzbroj a štít. Dále je vybavena vysílačem, schopným zavolat posily.

### Další technologie

#### Lékařská zařízení
- Kanopa slouží jako stázová komora pro symbionta. Jako taková je proto vybavena malým naquahdahovým zdrojem pro udržování určitého napětí potřebného pro jeho přežití a výplň tvoří tekutina, která na Goa'ulda působí jako sedativum. Zvenčí se jedná o normální egyptskou keramickou nádobu, která však skrývá velmi pokročilé stázové zařízení. Symbiont byl do kanopy umisťován buďto za trest, ale častěji se jednalo o jednu z možností, kterou se Goa'uldi odstraňovali navzájem při svých bojích o moc.
- Léčebné zařízení je přístroj používaný ve chvílích, kdy není možné použít sarkofág. Má menší výkon (uzdraví sice většinu zranění, ale nedokáže oživit) a při jeho použití je nutné mít v krvi naquahdah.
- Sarkofág je zařízení určené k léčení jakékoli nemoci, hojení vážných ran a oživování. Dokonce je schopen zrekonstruovat chybějící párovou část těla (např. končetinu). Časté užívání ale způsobuje psychickou závislost – abstinenční problémy. Má také škodlivé účinky na mysl. To je hlavním důvodem, proč jsou Goa'uldi zlí, a proč Tok'rové odmítají sarkofágy používat. Sarkofágy umožňují Goa'uldům žít tisíce let, avšak po velmi dlouhém užívání je na něm tělo závislé. Sarkofág navíc nedokáže prodlužovat život donekonečna a uživatel v něm musí trávít víc a víc času. Člověku bez symbionta dokáže prodloužit život nanejvýš přibližně na 700 let, zatímco hostitel symbionta může žít až tisíce let (poté musí goa'uld hostitele včas změnit). Tento přístroj lze najít na mnoha místech – na všech goa'uldských lodích, na planetách, které zotročili, a několik se jich našlo i na Zemi. První sarkofág byl vytvořen Goa'uldem Tel'chakem, který pro jeho základ použil antické léčebné zařízení, nynější je však vytvořen goa'uldem Anubisem. Toto zařízení se objevilo již ve filmu Hvězdná brána (v němž Daniel Jackson s jeho pomocí vyléčil Shar'i, když ji jeden z Raových Jaffů zasáhl tyčovou zbraní).

#### Ochranná zařízení
- Osobní štít je obranný prostředek používaný proti střelným zbraním. Zařízení samotné je součást "ozbrojené ruky". Dřívější štíty zachytily pouze rychle letící předměty (kulka) a výstřely energetických zbraní; bylo tedy možné například prohodit skrz nůž. Posléze byla technologie vylepšena a již nepropouští žádný typ zbraně nebo projektilu. Propouští však vzduch.

#### Další zařízení
- Argosianské nanocyty jsou to mikroskopická zařízení vytvořené Goa'uldem Pelopsem, aby mohl experimentovat na lidech z planety Argos. Tyto nanocyty urychlují stárnutí, a proto Argosiaé žijí pouze 100 dní. Jack O'Neill se těmito nanocyty nakazil a velmi rychle zestárl. SG-1 se podařilo nanocyty deaktivovat.
- Kor Mak, tyto náramky používal Goa'uld Kronos jako "bezpečnostní pojistku" při přepravě důležitých vězňů. Jeden náramek připevnil na ruku vězni, a druhý na ruku Jaffy, který měl za vězně zodpovědnost. Pokud se od sebe osoby spojené náramky vzdálí, upadnou nejprve do bezvědomí, a poté zemřou. Náramky jsou velmi odolné, rozbruska na nich nezanechá ani malé stopy poškození. Dají se sundat pouze za pomoci speciálního rudého krystalu. Nedoporučuje se kombinovat tuto technologii s komunikačními technologiemi antiků, efekt náramků poté totiž přetrvává i dlouhou dobu po jejich sundání.
- Urychlovač částic je goa'uldské zařízení na urychlování částic téměř na rychlost světla, takže se dokáží zhmotnit v prostoru mezi horizontem událostí a Iris (50 mikrometrů). Použil ho Sokar při pokusu o zničení Iris.
- Vesmírná báze je vesmírná základna, která disponuje silnými zbraněmi i štíty. Slouží jako neutrální území při jednání vládců soustavy.
- Vo'cume je malé kulovité zařízení, které promítá zvětšený holografický obraz i se zvukovým doprovodem.
- Zařízení pro tvorbu břišního vaku, toto zařízení po přiložení k břichu člověka do dotyčného vyřízne díru ve tvaru písmena "X" (jaffský vak pro implantaci symbionta).

## Orijské technologie
Oriové jsou povznesené bytosti na vyšší úrovni bytí, kteří jsou hlavním nepřítelem Země (Tau'ri) v 9. a 10. sérii seriálu Hvězdná brána. Kvůli své vyspělé technologii jsou velkou hrozbou. Jelikož byli kdysi stejnou rasou jako Antikové, jsou jejich zbraně srovnatelné a mají jisté podobnosti. Orijská superbrána je srovnatelná s normální hvězdnou bránou v Mléčné dráze a v upravené podobě používají Oriové i transportní kruhy. Na orijských mateřských lodích mají i vlastní verzi obranného křesla.

### Zbraně

#### Energetické zbraně
- Omračovač je ruční zbraň určena k omračování a skládá se ze dvou částí, z rukavice a z na rukavici se nacházejícími dvěma malými rameny ve tvaru symbolu Orijského náboženství, ze kterých se po aktivaci zbraně vysunou dvě ostří. Zbraň prvním výstřelem omračuje a druhým výstřelem pravděpodobně zabíjí.[14]
- Křižácké kopí zbraň orijských křižáků. Má stříbrnou barvu a dva bodce ve tvaru hlavního symbolu Orijského náboženství. Je však také schopna vystřelovat energetické výboje (na rozdíl od goa'uldských tyčových zbraní však po tomto kopí nezůstává spálená kůže).
- Bojový satelit jeho plány dostala vláda Randského protektorátu od Převora Ori pod podmínkou, že celý protektorát přijme jejich náboženství. Zbraň je určená k podmanění si Caledonianské federace. Satelit se nachází na orbitě planety Tegalus, na které leží obě frakce. Je ovládán z bunkru na území Randského protektorátu. Má dokonalé zbraně i štíty, Prometheus ani F-302ky nedokázaly proniknout štíty, a naopak energetický paprsek, který satelit vystřeluje, bez problému proniknul asgardskými štíty Promethea. Zbraň se před každým výstřelem musí nabíjet několik minut. Pokud by se však přerušilo spojení mezi bunkrem a satelitem, satelit by byl bezbranný.

### Vesmírné lodě
- Stíhačka má tvar oválu, vzadu je umístěn kruh naležato, který vyzařuje nějaké neznámé energetické pole. Uprostřed je kokpit a vepředu se nachází kanón pálící plazmové pulzy modré barvy. Loď je také schopná nést na spodní straně náklad, například transportní kruhy.[15]
- Mateřská loď má tvar oválu, avšak uprostřed je oválný otvor, v jehož přední části se nachází kruh v poloze naležato, ze kterého se po aktivaci převorem rozzáří průhledná energetická koule (kruh zřejmě slouží jako antigravitační generátor). Loď má v přední části oblouk směrem dolů, za kterým se zřejmě nachází hangár pro stíhačky. Dále je loď ze předu vyzbrojena mohutným energetickým dělem. Žlutý plazmový paprsek, který toto dělo vysílá, dokáže jednou ranou proniknout goa'uldskými štíty a několika výstřely i asgardskými štíty, má ale omezený střelecký úhel. Loď je dále vybavena menšími postranními pulzními kanóny a také silnými štíty, které jsou odolné vůči goa'uldským zbraním, ale při střetu s nejnovějšími asgardskými zbraněmi po pár zásazích kolabují. Loď je ovládána z křesla citlivého pouze na vylepšenou fyziologii mozku převorů.

### Další technologie

#### Transportní zařízení
- Superbrána je obří hvězdná brána, o průměru přibližně 400 metrů, určená pro cestování vesmírných lodí. V goa'uldštině se pro ni používá označení „čapa'ko“ Superbrána je tvořena z 90 menších částí, které tvoří prstenec. Tyto díly se do naší galaxie dostanou skrz normální bránu a složeny jsou až na místě. Jsou spojeny proudem energie, která, pokud je brána kompletní, drží jednotlivé bloky u sebe. Každý blok vlastně nahrazuje určitou část na klasické bráně. V každém bloku je vyspělý systém založený na krystalech. Jednotlivé bloky jsou ve vzájemném propojení, aby společně mohly vytvořit červí díru. K napájení červí díry se využívá černá díra uměle vytvořená stlačením blízké planety a k aktivaci Brány se používá zdroj energie na mateřských lodích Oriů usměrněné schopnostmi převorů, ale dá se použít i ZPM. K vyřazení brány z provozu stačí fyzicky zlikvidovat několik jejích bloků tvořících superbránu, popř. existují alternativní způsoby likvidace (vychýlení superbrány z její stálé pozice, nahrání destrukčního viru do ovládacích krystalů). Příchozí červí díra vyvolá typický desintegrační vír.
- Transportní kruhy jsou jakousi variací na standardní antické kruhy. Je to transportní zařízení, kruhy rozloží látku uvnitř na molekuly a pošlou ji jako paprsek k dalším kruhům, které ji opět složí.

#### Další zařízení
- Hůl Převorů má mnoho využití. Převorové, misionáři Ori, se od normálních lidí liší hlavně mnohem vyšší mozkovou aktivitou. Díky tomu mají například schopnost telekineze, a mohou myšlenkami ovládat i svoji hůl. Převorové s holí dokážou léčit, zesilovat účinky telekineze, také se beze zbytku upálit a dokonce vyvolat zemětřesení.[16][17][18] Pokaždé, když je hůl aktivní, svítí modrý krystal v její horní části.

## Tokránské technologie
Tok'ra je odboj některých Goa'uldů, čímž mají přístup k mnoha jejich technologiím, jako například k silovým polím, paměťovým zařízením či transfázovým eliminátorům. Jelikož Tok'rové dávají přednost nenápadnosti a momentu překvapení, používají jejich ozbrojené síly většinou pouze zat'nik'ately. Tyčové zbraně jsou pro ně příliš neskladné. Tok'rové často pomáhají Americkému letectvu ve vývoji nových technologií a rovněž Americké letectvo v případě potřeby poskytuje mnoho ze svých technologií. Do izolačních místností v SGC byly nainstalována tokerská jednosměrná silová pole.

### Zbraně

#### Energetické zbraně
- Kull disruptor je zbraň založená na antickém léčebném zařízení, která dokáže neutralizovat Kull bojovníka.

#### Chemické zbraně
- Biologický plyn napadá nervovou soustavu symbionta a tím ho zabije. Při smrti symbionta umírá i hostitel (i Jaffové). Tento plyn vznikal především jako útočná zbraň proti goa'ldům.

### Další technologie

#### Lékařské technologie
- Klonování symbiontů je způsob množení symbiontů Tok'rů. Aby nevznikaly stejné osobnosti, byly uměle měněny. Promile symbiontů má deformovanou osobnost.
- Měřič fyzické síly je zařízení sloužící k měření síly člověka. Skládá se ze dvou částí. První část vypadá jako šedý tenisový míček, a slouží k samotnému měření síly. Člověk (nebo jiný měřený subjekt) ho musí co nejsilněji zmáčknout v dlani. Druhá část zařízení je display, na kterém se po zmáčknutí míčku objeví přesné údaje o fyzické síle testovaného.

#### Další technologie
- Tunely jsou tvořeny pomocí urychleného krystalického růstu. Stavba tunelů trvá jen několik sekund. Když jsou Tok'rové donuceni k opuštění základny, tunely nechají zase zarůst.

## Tollánské technologie
Tolláni jsou lidé s civilizací vyspělejší než pozemskou. Jsou to pacifisté, jejich technologie zakládající se na triniu mají výhradně obranný charakter. Přesto je nechtějí s nikým sdílet a pohrdají "primitivnějšími" rasami (včetně Tau'ri). Pochází z planety Tollán, po jejím zničení přesídlili na planetu Tollána. V 9. epizodě páté řady seriálu Hvězdná brána Mezi dvěma ohni (v anglickém originále Between Two Fires) však byli pravděpodobně zničeni goa'uldem Tanithem poté, co Anubis vyvinul štíty odolné proti jejich iontovým kanónům.

### Obranné technologie
- Iontový kanón je výhradně obranné zařízení. Dokáže sestřelovat nejen goa'uldské kluzáky, Tel'tacy a Al-keshe, ale díky velkému dosahu a povaze energetických svazků je schopen ničit i loď třídy Ha'tak. Na Tolláně je strategicky rozmístěno 63 iontových kanónů tak, aby vždy dva z nich pokrývaly stejnou část prostoru. Všechny kanóny byly zničeny po útoku Goa'ulda Tanitha, jehož mateřská loď byla vybavena štíty vyvinutými předtím Anubisem, založenými na antických technologiích a tudíž odolnými proti tollánské technologii iontových kanónů.
- Detektor zbraní je zařízení schopné odhalit a vyřadit jakoukoli pozemskou či goa'uldskou zbraň. Tolláni ho mají u vstupu do důležitějších budov. Princip fungování není znám.
- Energetická bariéra, toto energetické pole je na Tolláně používáno především pro zabránění přístupu do některých objektů a jejich ochraně před napadením. Je velice těžké do něj proniknout a je odolné proti všem druhům energetických zbraní.

### Útočné technologie
- Fázová bomba je bomba, jejíž účinnost se blíží účinnosti bomby naqadriové. Je navíc propojena s generátorem fázového posuvu (vizte Zařízení na průchod hmotou níže), které jí umožňuje projít i pozemskou iris. Anubis Tollány vydíral a přinutil je, aby využili svých technologií k vytvoření tohoto typu bomby a její zkoušku provedli na Tau'ri. Avšak všechny bomby byly zničeny výstřelem z iontového kanónu.
- Tollánské ruční zbraně jsou používány Tollánskými bezpečnostními silami. Jsou to energetické zbraně s omračujícím efektem. Mají v sobě zabudovaný pasivní identifikační systém, takže je tollánské detektory zbraní nemohou zneškodnit.

### Transportní technologie
- Hvězdná brána; na nové tollánské planetě nebyla antická hvězdná brána, proto si Tolláni za pomoci Noxů vyrobili svou.  Není vyrobena z naquahdahu, je čistě bílá a má tenčí profil. Také nemá vnitřní otáčivý kruh (a proto není možné ruční zadávání adresy), ani DHD, jehož funkce nahrazuje tollánské univerzální ovládací zařízení. Je možno ji obklopit silovým polem, které zabrání reintegraci procházející hmoty (stejnou funkci má Iris na Hvězdné bráně na Tau'ri).
- Zařízení na průchod hmotou využívá technologie fázového posunu částic. Z bezpečnostních důvodů ho lze používat pouze na přenos osob, nikoliv předmětů. Tau'rijští vědci se zařízení pokusili analyzovat, avšak tollánská technologie byla příliš vyspělá a vědcům se zařízení nepodařilo ani aktivovat.

### Komunikační technologie
- Dálkový (subprostorový) vysílač je zařízení schopné posílat informace na obrovské vzdálenosti v téměř nulovém čase. Nelze ho použít v komunikaci v reálném čase (tzn. nejde ho použít jako telefon, nebo na videohovor). Neví se jak funguje, avšak pravděpodobně využívá jevu podobnému kvantovému tunelování (jev podobný principu Hvězdné brány).
- Tollánský holografický záznamník je zařízení velikosti mince, které umožňuje nahrání krátké audivizuální zprávy. Záznam se zobrazí jako cca 25 cm vysoká 3D vizuální projekce se zvukem.

### Lékařské technologie
- Zdravotní monitor a analyzační zařízení je malý implantát umístěný v levé paži každého Tollána. Monitor nepřetržitě sleduje zdravotní stav svého nositele a získaná data okamžitě odesílá do centrálního lékařského registru k vyhodnocení a uložení. Pokud nastane zdravotní problém, je do pěti minut přivolána pomoc. Analyzační zařízení je určeno pouze k okamžitému zjištění zdravotního stavu Tollána. Zařízení nemá vlastní zdroj energie, energii získává syntézou nepatrného množství bílkovin z těla nositele. Kromě toho však má i náhradní zdroj energie, který vydrží několik hodin a průběžně se nabíjí.

### Ostatní technologie
- Oddělující zařízení je zařízení umožňující potlačení Goa'ulda v těle hostitele, tzn. hostitel může své tělo ovládat. Umisťuje se na hrudník. Uprostřed má bílý krystal indikující, kdo má v daný okamžik kontrolu nad hostitelovým tělem (pokud krystal svítí červeně, tělo ovládá Goa'uld, pokud svítí modře, tělo ovládá hostitel). Zařízení je napojeno na životní funkce těla, při sejmutí dojde k okamžité smrti Goa'ulda i hostitele. Zařízení lze také natrvalo zamknout.
- Tollánský terminál je standardní terminálový počítač umožňující přístup k Tollánské databázi a centrálnímu počítačovému systému. Má 3 průhledné monitory. Obsluhuje jej jeden člověk. Je vybaven bezpečnostním systémem, který při nedovolené aktivaci spustí poplach.
- Univerzální ovládací zařízení se používá k ovládání všech tollánských zařízení, jako např. bezpečnostních systémů domů, energetických bariér, ale také k ovládání tollánské hvězdné brány.
- Zařízení pro záznam emocí, podobně jako diktafon zaznamenává zvuk, toto zařízení zaznamenává emoce. Pracuje na neznámém principu, pravděpodobně průběžně zjišťuje úrovně mozkových vln a ukládá je do své paměti. Zařízení dokáže emoce také promítat, děje se tak přímo do nervové soustavy člověka. Pro prohlížení se stačí dotknout červeného trojúhelníku a zavřít oči.

## Wraithské technologie
Wraithové jsou hlavní nepřátelé Tau'ri v seriálu Hvězdná brána: Atlantida. Ačkoliv nebyli tak vyspělí jako jejich protivníci Antikové, dokázali je Wraithové přemoci svou početní převahou, kterou získali díky klonovací technologii napájené ukradenými ZPM. Wraithové se dokážou takticky a technologicky adaptovat a byli rychle schopni přijmout protiopatření proti asgardskému transportnímu paprsku. Rovněž vytvořili vysoce sofistikovaný počítačový virus, který použili proti Daedalovi a Asuranům. Mnoho prvků wraithské technologie, včetně jejich lodí, jsou hybridní, tvořeny organickými a mechanickými částmi se schopností samoléčení.
- Stunner je ruční energetická zbraň navržená k omráčení lidské kořisti před krmením. Nepůsobí tedy žádná fyzická zranění. Existují tři velikosti stunnerů: malé pistole, střední obušky a velké pušky bajonetového typu. Někteří lidé jsou vůči zásahu stunnerů více odolnější než ostatní a lidé pod vlivem wraithského enzymu jsou proti zásahu zcela imunní. Expedice na Atlantis během svého boje s Wraithy nashromáždila množství stunnerů, které běžně používá.

## Ostatní technologie
- Kvantové zrcadlo – je zařízení nalezené SG-1 na planetě P3R-233. Pomocí zrcadla se Dr. Daniel Jackson přenese do alternativní reality. (viz epizoda SG1:Paralelní svět)[19]
- Svatý kámen – je artefakt, který vlastní obyvatelé planety Madrona. Je to zařízení, které dokáže ovládat počasí. (viz epizoda SG1:Svatý kámen)[19]
- Strážce – je pokročilé obranné zařízení vytvořené na planetě Latona, které chrání planetu před goa'uldy. Zařízení bylo nedopatřením deaktivováno dvěma agenty NID při zkoumání této technologie a Latona zůstala bezbranná. SG-1 zjistí, že zařízení musí být připojeno k člověku, aby bylo aktivováno. Jeden z původně zodpovědných agentů NID se dobrovolně přihlásí, aby ochránil Latonu před goa'uldem Svarogem. (viz epizoda SG1:Strážce)[19]